# 오드 (기업)
오드은 2015년에 설립된 대한민국의 영화 수입·배급사이다.

## 개요
대한민국의 영화 배급사다. 서울특별시 용산구 소월로20길 53(용산동2가)에 본사를 두고 있으며, '오드 프레젠트'라는 상호로 자체 상영관과 카페를 운영하고 있다.
대표이사는 박근우로 되어 있지만 실제 회사 사장은 김시내 대표다. 회사 총 인원이 5명이 안 되는데 공동대표 체제를 택한 드문 경우다.

## 상세
2010년 설립 이후 대한민국 영화 시장에서 의외로 독립 영화를 수입해와서 짭짤한 수익을 올리는 것으로 이름이 높다. 특히 한국 영화 시장에 대만 영화와 캐나다 영화를 수입해서 자주 개봉한다.
나의 소녀시대가 오드 수입 최대의 대작. 5만명을 노리고 수입한 작품이 2016년 한국에서 무려 30만 명을 넘기는 대박을 치면서 중소 영화 배급사계에서 일약 스타덤에 올랐다. 2017년 연초에 이 자리를 너의 이름은.으로 대박친 미디어캐슬이 빼앗아가지만...
김시내 대표 인터뷰 인터뷰2 인터뷰3

## 사건사고

### 청설 이중계약 논란
청설 이중계약 논란은 한국 독립 영화 배급 중 최대의 분쟁이다. 오드와 영화사 진진과의 싸움.

## 주요 수입작
- 나의 소녀시대
- 문라이트
- 청설
- 모어 댄 블루
- 내 사랑
- 메이플쏘프
- 안녕, 나의 소녀
- 킬링 디어
- 장난스런 키스
- 너를 만난 여름
- 누구나 아는 비밀
- 미드 90
- 파바로티 (다큐 영화)
- 블루 아워
- 페어웰
- 나의 청춘은 너의 것
- 해길랍